# 克坎
克坎（法語：Kœking，法語發音：[kœkɛ̃]；洛林法兰克语：Kéngen、Kechengen、Kéichéngen）是法国摩泽尔省的一个旧市镇。1970年，克坎并入蒂永维尔。

## 地理
克坎（49°24'6.39"N, 6°12'42.00"E）位于法国大東部大區摩泽尔省，该省份为法国东北部内陆省份，是洛林的一部分，西南接默尔特-摩泽尔省，东临下莱茵省，北与卢森堡和德国接壤。
克坎的时区为UTC+01:00、UTC+02:00（夏令时）。

## 行政
克坎的邮政编码为57100，INSEE市镇编码为57369。

## 人口
克坎于1968年时的人口数量为246人。